# El Gorg Salat
El Gorg Salat és una zona d'aigües lèntiques localitzada a la Riera Gran o de Veciana, a la subconca de l'Anoia, entre el pla de les Vinyes i la plana de Joncosa, als municipis de Copons i Jorba. Es tracta d'un sector de la Riera que transcorre encaixonat entre conreus i talussos boscosos de pi blanc, que forma alguns gorgs ombrívols i petits meandres.
La vegetació predominant està formada per bogars, jonqueres i fragments d'albereda litoral, amb abundant freixe de fulla petita, oms, etc. Hi apareixen els hàbitats d'interès comunitari 92A0 Alberedes, salzedes i altres boscos de ribera i 6420 Jonqueres i herbassars graminoides humits, mediterranis, del Molinio-Holoschoenion.
La diversitat d'ambients propicia la presència d'una rica fauna associada a l'aigua. L'espai destaca especialment per ser un punt important per a la reproducció d'amfibis i com a punt de repòs per a algunes espècies migradores.